# Общий кризис
Общий кризис (англ. The General Crisis, фр. Crise générale) — это термин, используемый некоторыми историками для описания периода широко распространенных военных конфликтов и общей нестабильности, в период с начала XVII века и до начала XVIII века в Европе и в более поздней историографии в мире в целом. Эта концепция чрезвычайно спорна и, как правило, не находит консенсуса среди историков.

## Определение
Термин был введен Эриком Хобсбаумом в его статьях 1954 года под названием «Кризис семнадцатого века», опубликованных в «Прошлое и настоящее». В качестве историографической концепции место общего кризиса обозначил Хью Тревор-Ропер в статье 1959 года под названием «Общий кризис семнадцатого века». Хобсбаум обсудил экономический кризис в Европе; Тревор-Ропер видел более широкий кризис, «кризис в отношениях между обществом и государством». Тревор-Ропер утверждал, что в середине XVII века в Западной Европе произошел широкомасштабный кризис в политике, экономике и обществе, вызванный комплексом демографических, религиозных, экономических и политических проблем. В период «общего кризиса» различные события, такие как Гражданская война в Англии, Фронда во Франции, кульминация Тридцатилетней войны в Священной Римской империи и восстания против испанской короны в Португалии, Неаполе и Каталонии все были проявления одной и той же проблемы. Самой важной причиной «общего кризиса», по мнению Тревора-Ропера, был конфликт между «Судом» и «Страной»; то есть между более мощными централизованными, бюрократическими, суверенными княжескими государствами, представленными двором, традиционной региональной земельной аристократией и дворянством, представляющими страну. Он видел интеллектуальные и религиозные изменения, внесенные Ренессансом и протестантской Реформацией, как важные вторичные причины «общего кризиса».
Между историками возникли различные разногласия по поводу тезиса «общий кризис». Некоторые просто отрицали существование любого такого кризиса. Например, Хобсбаум рассматривал проблемы Европы 17-го века как социальные и экономические по своему происхождению, а Тревор-Ропер не признал этого акцента. Вместо этого он предположил, что «Общий кризис» был кризисом государства и общества, спровоцированным расширением бюрократических кабинетов в шестнадцатом веке.
Последующие историки, заинтересованные в общем кризисе, включают Джеффри Паркер, автор нескольких книг по этой теме.

## Глобальные закономерности
Многие историки утверждали, что XVII век был эпохой кризиса. Многие другие историки отвергли эту идею. Сегодня есть историки, которые продвигают модель кризиса, утверждая, что она дает бесценное представление о войне, политике, экономике и даже искусстве семнадцатого века. Тридцатилетняя война (1618—1648) привлекла внимание к огромным ужасам, которые войны могут принести целым народам. В частности, 1640-е годы стали свидетелями большего числа распадов государств по всему миру, чем любой предыдущий или последующий период. Речь Посполитая, крупнейшее государство в Европе, временно исчезло. Кроме того, в некоторых частях Испанской империи, первой глобальной империи в мире, произошли отделения и потрясения. В Великобритании восстания были во всех частях монархии Стюартов (Королевство Англии, Королевство Шотландия, Королевство Ирландия и Британская Америка). Политические мятежи и волна народных восстаний редко поколебали основы большинства государств Европы и Азии. В середине 17 века в мире произошло больше войн, чем в любой другой период зарегистрированной истории. Кризис распространился далеко за пределы Европы — например, Империя Мин (Китай), самое густонаселенное государство в мире, рухнула.
Китайская династия Мин и японская Сёгунат Токугава радикально отличались друг от друга. Отличия касались экономических, социальных и политических систем. Однако в середине 17 века они пережили серию кризисов, которые были одновременно взаимосвязаны и поразительно похожи на те, которые происходили в то же время в других частях мира. Фредерик Уэйкман утверждает, что кризис, который способствовал распаду династии Мин, был отчасти результатом изменения климата, а также уже значительного участия Китая в развивающейся мировой экономике. Бюрократическая нечестность усугубила проблему. Более того, Династия Цин успешно справилась с кризисом, однако ей стало труднее рассмотреть альтернативные варианты ответа, когда она столкнулась с серьёзными вызовами со стороны Западной цивилизации в XIX веке.

## Изменение климата
Общий кризис довольно точно пересекается с Малым ледниковым периодом, пик которого некоторые авторитеты относят к 17 веку. Особый интерес представляет совпадение с событиями минимум Маундера, Эль-Ниньо и аномальной волной вулканической активности. Климатологи, такие как Дэвид Ринд и Джонатан Оверпек, выдвинули гипотезу, что эти три события взаимосвязаны. Во всем Северном полушарии в середине 17 века наблюдался почти беспрецедентный уровень смертности. Джеффри Паркер предположил, что отчасти виноваты факторы окружающей среды, особенно тенденция глобального похолодания в этот период. Дэвид Д. Чжан и другие предоставляют здесь подробный анализ.

## Демографический спад
В этот период наблюдалось значительное сокращение населения, особенно в Европе и Китае. Причина этого демографического спада сложна и существенно бездоказательна; но война, изменение климата и миграция — главные факторы, способствовавшие этому демографическому кризису. Война опустошала Европу почти все столетие, и ни одно крупное государство не избежало войны в 1640-х годах. В некоторых странах было очень мало лет мира; например, в Польше было только 27 лет мира, в Голландской республике 14, во Франции 11 и в Испании только 3. Примером влияния войны на демографию в Европе является Германия, население которой сократилось примерно на 15 % до 30 % в Тридцатилетней войне. Ещё одним фактором демографического спада в Европе была волна климатических явлений, которые резко повлияли на снабжение продовольствием и вызвали серьёзный неурожай на маргинальных сельскохозяйственных угодьях Европы. В течение этого периода наблюдалось падение на 1-2 ° C, что совпадает с минимумом Маундера, и частыми крупными волнами вулканизма, которые способствовали снижению температуры настолько, что приводили к неурожаям в Европе. Неурожаи были встречены волной городской миграции, которая увековечила неустойчивое городское население и вызвала в некоторых районах мальтузианский кризис. Хотя в некоторых районах ранние стадии жизненного кризиса не обязательно были мальтузианскими по своей природе, результат обычно соответствовал этой модели сельскохозяйственного дефицита по отношению к населению.

## Конфликты и войны
Примеры, которые имели влияние для развития общего кризиса и распада государства в этот период:
- Смутное время в Русском царстве (1598—1613)
- Тридцатилетняя война в Священной Римской Империи (1618—1648)
- Фронда во Франции, что привело к изгнанию регента короля Людовика XIV (1648—1653).
- Войны Трех Королевств, включая Гражданскую войну в Англии, с многочисленными восстаниями против Короля Англии и Шотландии Карла I и период республиканизма (1640—1660)
- Восстание против испанского владычества, включая возобновление военных действий в Восьмидесятилетней войне, Война за восстановление Португалии, Война Жнецов и Неаполитанское восстание.
- Киппер и Виппер, экономический кризис в Священной Римской империи (1619—1623)
- Крах династии Мин и её замена династией Цин (1618—1683)
- Моголы-маратхи Войны в Индии (1680—1707)